# Montsoreau
Montsoreau je město na západě Francie v departmentu Maine-et-Loire a regionu Pays de la Loire. Je centrum aglomerace, která má 447 obyvatel. Město se nachází na břehu řeky Loira.
Montsoreau byl oficiálně zapsán na seznam Nejkrásnějších vesnic Francie.
Montsoreau a zámek Montsoreau jsou součástí údolí Loiry, který v roce 2000 prohlášen součástí světového dědictví UNESCO.

## Geografie

### Sousední obce
Candes-Saint-Martin, Chouzé, Varennes-sur-Loire, Fontevraud l'Abbaye, Turquant.

## podnebí
| Montsoreau – podnebí                                                       | Montsoreau – podnebí | Montsoreau – podnebí | Montsoreau – podnebí | Montsoreau – podnebí | Montsoreau – podnebí | Montsoreau – podnebí | Montsoreau – podnebí | Montsoreau – podnebí | Montsoreau – podnebí | Montsoreau – podnebí | Montsoreau – podnebí | Montsoreau – podnebí | Montsoreau – podnebí |
| Období                                                                     | leden                | únor                 | březen               | duben                | květen               | červen               | červenec             | srpen                | září                 | říjen                | listopad             | prosinec             | rok                  |
| -------------------------------------------------------------------------- | -------------------- | -------------------- | -------------------- | -------------------- | -------------------- | -------------------- | -------------------- | -------------------- | -------------------- | -------------------- | -------------------- | -------------------- | -------------------- |
| Nejvyšší teplota [°C]                                                      | 16,9                 | 20,8                 | 23,7                 | 29,2                 | 31,8                 | 36,7                 | 37,5                 | 39,8                 | 34,5                 | 29,0                 | 22,3                 | 18,5                 | 39,8                 |
| Průměrné denní maximum [°C]                                                | 11,1                 | 12,1                 | 15,1                 | 17,4                 | 22,5                 | 27                   | 26,4                 | 27,2                 | 21,6                 | 19,9                 | 12,7                 | 9,2                  | 18,5                 |
| Průměrná teplota [°C]                                                      | 6,2                  | 8,2                  | 10,8                 | 10,9                 | 16,5                 | 20,6                 | 20,8                 | 21,4                 | 16,5                 | 15                   | 8,5                  | 5,9                  | 13,4                 |
| Průměrné denní minimum [°C]                                                | 8,8                  | 4                    | 6,5                  | 4,5                  | 10,6                 | 14,2                 | 15,3                 | 15,3                 | 11,2                 | 10,2                 | 4,4                  | 2,6                  | 9,0                  |
| Průměrné srážky [mm]                                                       | 66                   | 35                   | 50                   | 3,5                  | 45                   | 51                   | 27                   | 15,5                 | 34                   | 11,5                 | 29                   | 40                   | 407,5                |
| Zdroj: Climatologie mensuelle à la station de Montreuil-Bellay. 2019-04-10 |                      |                      |                      |                      |                      |                      |                      |                      |                      |                      |                      |                      |                      |